# Survivor: Амазонка
Survivor: Амазонка — шестой сезон американского реалити-шоу Survivor. Съемки проходили на реке Рио-Негро в бассейне реки Амазонка, в Бразилии. Премьера шоу прошла на канале CBS 13 февраля 2003 года. 11 мая 2003 года победителем стала модель Дженна Мораска, уверенно победившая дизайнера ресторанов Мэтью фон Эртфельда со счетом 6-1.

## Интересные факты
- Впервые племена были разделены по половому признаку. Племя Джабуру (название местного вида аистов) состояло только из женщин, а Тамбаки (вид местной рыбы) — только из мужчин. Однако позднее племена перемешались.
- Впервые в шоу принял участие человек с ограниченными возможностями. Кристи Смит страдает серьёзным нарушением слуха, что позволяет ей понимать людей только благодаря чтению по губам.
- Во время соревнования на выносливость две участницы — Дженна Мораска и Хайди Стробел — предложили в обмен на печенье с арахисовом маслом сбросить всю одежду, что и сделали, когда ведущий принял их предложение. После шоу обе участницы снялись обнаженными для журнала Playboy.

## Участники
| Участник                                             | Первоначальные племена | Смешанные племена | Объединённое племя | Выбыл                                     | Всего голосов |
| ---------------------------------------------------- | ---------------------- | ----------------- | ------------------ | ----------------------------------------- | ------------- |
| Алекс Белл 32, Тренер по триатлону                   | Тамбаки                | Джабуру           | Джакаре            | Выбыл десятым 3-й член жюри День 30       | 6             |
| Батч Локли 50, Школьный директор                     | Тамбаки                | Тамбаки           | Джакаре            | Выбыл тринадцатым 6-й член жюри День 37   | 5             |
| Дженет Кот 46, Домохозяйка                           | Джабуру                |                   |                    | Выбыла второй День 6                      | 5             |
| Дженна Мораска 21, Модель                            | Джабуру                | Джабуру           | Джакаре            | Победитель                                | 3             |
| Джинн Хеберт 40, Директор по маркетингу              | Джабуру                | Тамбаки           |                    | Выбыла пятой День 15                      | 5             |
| Джоанна Уорд 31, Школьный методист                   | Джабуру                |                   |                    | Выбыла четвёртой День 12                  | 4             |
| Дина Беннетт 35, Окружной юрист                      | Джабуру                | Джабуру           | Джакаре            | Выбыла девятой 2-й член жюри День 27      | 6             |
| Дэйв Джонсон 23, Ракетный конструктор                | Тамбаки                | Тамбаки           | Джакаре            | Выбыл восьмым 1-й член жюри День 24       | 8             |
| Дэниел Лью 26, Специалист по налогообложению         | Тамбаки                |                   |                    | Выбыл третьим День 9                      | 7             |
| Кристи Смит 24, Детский аниматор                     | Джабуру                | Тамбаки           | Джакаре            | Выбыла одиннадцатой 4-й член жюри День 33 | 9             |
| Мэтью фон Эртфельда 33, Дизайнер ресторана           | Тамбаки                | Джабуру           | Джакаре            | Финалист                                  | 6             |
| Райан Айкен 23, Модель                               | Тамбаки                |                   |                    | Выбыл первым День 3                       | 4             |
| Роб Сестернино 24, Координатор компьютерных проектов | Тамбаки                | Джабуру           | Джакаре            | Выбыл четырнадцатым 7-й член жюри День 38 | 4             |
| Роджер Секстон 56, Директор строительной компании    | Тамбаки                | Тамбаки           | Джакаре            | Выбыл седьмым День 21                     | 11            |
| Хайди Стробел 24, Учитель физкультуры                | Джабуру                | Тамбаки           | Джакаре            | Выбыла двенадцатой 5-й член жюри День 36  | 3             |
| Шона Митчелл 23, Менеджер по продажам                | Джабуру                | Джабуру           |                    | Выбыла шестой День 18                     | 6             |

## История голосования
|            | Первоначальные племена | Первоначальные племена | Первоначальные племена | Первоначальные племена | Смешанные племена | Смешанные племена | Объединенное племя  | Объединенное племя | Объединенное племя | Объединенное племя | Объединенное племя | Объединенное племя | Объединенное племя | Объединенное племя | Объединенное племя | Объединенное племя |
| ---------- | ---------------------- | ---------------------- | ---------------------- | ---------------------- | ----------------- | ----------------- | ------------------- | ------------------ | ------------------ | ------------------ | ------------------ | ------------------ | ------------------ | ------------------ | ------------------ | ------------------ |
| # эпизода: | 1                      | 2                      | 3                      | 4                      | 5                 | 6                 | 7                   | 8                  | 9                  | 10                 | 11                 | 12                 | Финал              | Финал              | Финал              | Финал              |
| Исключен:  | Райан 4/8 голосов      | Дженет 5/8 голосов     | Дэниел 6/7 голосов     | Джоанна 4/7 голосов    | Джинн 4/6 голосов | Шона 4/6 голосов  | Роджер 7/10 голосов | Дэйв 8/9 голосов   | Дина 6/8 голосов   | Алекс 4/7 голосов  | Кристи 4/6 голосов | Хайди 3/5 голосов  | Батч 3/4 голосов   | Роб 1/1 голос      | Мэтью 1/7 голос    | Дженна 6/7 голосов |
|            |                        |                        |                        |                        |                   |                   |                     |                    |                    |                    |                    |                    |                    |                    |                    |                    |
| Алекс      | Райан                  |                        | Дэниел                 |                        |                   | Мэтью             | Роджер              | Дэйв               | Дина               | Мэтью              |                    |                    |                    |                    |                    | Дженна             |
| Батч       | Райан                  |                        | Дэниел                 |                        | Джинн             |                   | Кристи              | Дэйв               | Дина               | Алекс              | Дженна             | Хайди              | Роб                |                    | Мэтью              |                    |
| Дэйв       | Дэниел                 |                        | Дэниел                 |                        | Джинн             |                   | Кристи              | Мэтью              |                    |                    |                    |                    |                    |                    |                    | Дженна             |
| Дэниел     | Роджер                 |                        | Роджер                 |                        |                   |                   |                     |                    |                    |                    |                    |                    |                    |                    |                    |                    |
| Мэтью      | Роджер                 |                        | Дэниел                 |                        |                   | Шона              | Роджер              | Дэйв               | Дина               | Алекс              | Кристи             | Хайди              | Батч               |                    | Финалист           | Финалист           |
| Райан      | Роджер                 |                        |                        |                        |                   |                   |                     |                    |                    |                    |                    |                    |                    |                    |                    |                    |
| Роб        | Райан                  |                        | Дэниел                 |                        |                   | Шона              | Роджер              | Дэйв               | Дина               | Алекс              | Кристи             | Хайди              | Батч               |                    |                    | Дженна             |
| Роджер     | Райан                  |                        | Дэниел                 |                        | Джинн             |                   | Кристи              |                    |                    |                    |                    |                    |                    |                    |                    |                    |
| Дженет     |                        | Джинн                  |                        |                        |                   |                   |                     |                    |                    |                    |                    |                    |                    |                    |                    |                    |
| Дженна     |                        | Дженет                 |                        | Джоанна                |                   | Шона              | Роджер              | Дэйв               | Дина               | Мэтью              | Кристи             | Роб                | Батч               | Роб                | Победитель         | Победитель         |
| Джинн      |                        | Дженет                 |                        | Шона                   | Батч              |                   |                     |                    |                    |                    |                    |                    |                    |                    |                    |                    |
| Джоанна    |                        | Кристи                 |                        | Шона                   |                   |                   |                     |                    |                    |                    |                    |                    |                    |                    |                    |                    |
| Дина       |                        | Дженет                 |                        | Джоанна                |                   | Шона              | Роджер              | Дэйв               | Алекс              |                    |                    |                    |                    |                    |                    | Дженна             |
| Кристи     |                        | Дженна                 |                        | Джоанна                | Батч              |                   | Роджер              | Дэйв               | Алекс              | Алекс              | Дженна             |                    |                    |                    |                    | Дженна             |
| Хайди      |                        | Дженет                 |                        | Джоанна                | Джинн             |                   | Роджер              | Дэйв               | Дина               | Мэтью              | Кристи             | Роб                |                    |                    |                    | Дженна             |
| Шона       |                        | Дженет                 |                        | Кристи                 |                   | Мэтью             |                     |                    |                    |                    |                    |                    |                    |                    |                    |                    |